# Patania pauperalis
Patania pauperalis là một loài bướm đêm trong họ Crambidae.